# Septobasidium
Septobasidium — рід грибів родини Septobasidiaceae. Назва вперше опублікована 1892 року.
Паразитує на комахах Homoptera. Гриб занурює гаусторії в тіла деяких комах і харчується ними, не вбиваючи їх. Однак комахи, на яких паразитують, стають стерильними.